# Арагонит
Арагонит, ранее арагонский шпат или, сокращённо, арагоншпат (частично устар.):32 — минерал, один из естественных полиморфов карбоната кальция (CaCO3), образующийся, когда ионы магния препятствуют образованию кристаллов кальцита. Назван по области Арагон (араг. и исп. Aragón) в Испании.
Группа арагонита: арагонит (CaCO3), стронцианит (SrCO3), витерит (BaCO3), церуссит (PbCO3).
Полиморфы карбоната кальция: арагонит, кальцит, ватерит.
Несмотря на одинаковый химический состав, арагонит и кальцит имеют различные кристаллические решётки, поэтому и свойства минералов различаются. Арагонит образует призматические, столбчатые, таблитчатые, игольчатые и копьевидные кристаллы. Агрегаты радиально-лучистые, шестоватые, волокнистые, тонкозернистые. Обычны двойниковые кристаллы, множественные сложные двойники, полисинтетические двойники.
Арагонит — нестабильная фаза карбоната кальция, и за отрезок времени порядка 10—100 миллионов лет видоизменяется до кальцита. Трансформация арагонита в кальцит сопровождается увеличением объёма. При нагревании свыше 400 °C происходит быстрый переход арагонита в кальцит, а на огне он рассыпается в тонкую кальцитовую пудру.
Арагонит входит в состав перламутрового слоя раковин многих видов моллюсков, в экзоскелет кораллов. Форма кристаллов может весьма отличаться от арагонита неорганического происхождения. У некоторых моллюсков вся раковина состоит из арагонита, у других из арагонита состоят только отдельные части, а вся остальная раковина из кальцита.
Арагонитом сложены тончайшие слои жемчуга.
В гидротермальных источниках арагонит может образовывать шпрудельштайн.